# Życin (gmina w powiecie brzeskim)
Życin – dawna gmina wiejska istniejąca do 1928 roku w woj. poleskim II Rzeczypospolitej (obecnie na Białorusi). Siedzibą władz gminy był Życin.
W okresie zaborów siedzibą zarządu gminy były Indycze. W okresie międzywojennym gmina Życin należała do powiatu brzeskiego w woj. poleskim. Gminę zniesiono 18 kwietnia 1928 roku, a jej obszar włączono do gminy Kamieniec Litewski.